# Procordulia fusiformis
Procordulia fusiformis är en trollsländeart som beskrevs av Maurits Anne Lieftinck 1977. Procordulia fusiformis ingår i släktet Procordulia och familjen skimmertrollsländor. Inga underarter finns listade i Catalogue of Life.